# Giovanni di Mosca
San Giovanni di Mosca (Oblast' di Vologda, ... – 1589) fu un santo "Stolto in Cristo" canonizzato dalla Chiesa ortodossa russa e vissuto nel XVI secolo a Mosca.

## Biografia
Nato nell'Oblast' di Vologda, fin da bambino lavorò come portatore d'acqua in una miniera di sale, combinando il suo stretto ascetismo, fatto di digiuni e continue preghiere, con il duro lavoro. Si spostò quindi a Rostov dove ebbe inizio la sua missione spirituale di "Stolto in Cristo", scelse cioè di vivere simulando la pazzia, in miseria e disprezzando il proprio corpo per poter meglio partecipare alla passione di Gesù.
Iniziò infatti a peregrinare per la Russia trasportando pesanti catene e croci di ferro e indossando un massiccio copricapo dello stesso materiale, tanto che fu subitaneamente soprannominato "Giovanni Grande Cappello". A Mosca giunse a piedi scalzi e vestito solo di leggeri stracci in pieno inverno e per le sue strade iniziò a profetizzare un periodo di grande sciagura per l'intera Russia, che si concretizzò poco più tardi nel Periodo dei Torbidi e nell'invasione polacca, gridando per le strade della città che "Mosca è piena di diavoli visibili e invisibili".
Stabilitosi nella capitale iniziò quindi a vagabondare per le strade ammonendo chi, a suo parere, non rispettava i dogmi divini, non preoccupandosi del grado e del potere di coloro con cui parlava. Secondo le sue agiografie arrivò perfino a rivolgere allo Zar Boris Godunov il seguente ammonimento: "Tu chiedi che Dio ti renda più astuta la testa. Dio ha aspettato a lungo e adesso te la romperà dolorosamente!".
Poco prima di morire scelse il luogo ove voleva essere seppellito e su cui più tardi verrà costruita la cattedrale intitolata a San Basilio Magno, quindi si liberò per la prima volta delle catene e si asperse per tre volte d'acqua.  Fu accreditato di un gran numero di miracoli sia prima che dopo la propria morte. Le fonti a cui è possibile attingere la sua biografia sono i Servizi e la Vita di San Giovanni preservate in un manoscritto del XVII secolo. Venerato dalla Chiesa ortodossa è ricordato il 3 luglio.